# TV Dnevnik
TV Dnevnik je dnevnoinformativna televizijska oddaja Televizije Slovenija. Je najstarejša tovrstna televizijska oddaja v slovenskem jeziku in je neprekinjeno na sporedu od leta 1968. Prvi Dnevnik tedanje Televizije Ljubljana je bil na sporedu 15. aprila 1968, do leta 2013 se je v 45 letih zvrstilo preko 16.000 oddaj. Kot ustvarjalci in voditelji TV Dnevnika so se zvrstili mnogi najvidnejši slovenski novinarji - nekateri pa so to postali prav zaradi TV Dnevnika: Vili Vodopivec, Marija Velkavrh, Jernej Pikl, Brane Prestor, Tomaž Terček, Janez Čuček, Matjaž Tanko, Branko Maksimovič, Nada Lavrič, Jure Pengov, Tone Hočevar, Danica Simšič, Jurij Gustinčič, Janko Šopar, Nataša Pirc Musar, Zvone Petek, Tadej Labernik, Vlado Krejač, Slavko Bobovnik, Lidija Hren, Metka Volčič, Darja Groznik in drugi.

## Trenutni voditelji
- Saša Krajnc
- Jasmina Jamnik
- Katarina Golob Veselič[2]
- Elen Batista Štader[3]

## Zgodovina
Leta 1968 je slovensko televizijsko občinstvo posedovalo okrog 150.000 televizijskih sprejemnikov, gledalci pa so imeli na voljo skupno dnevnoinformativno oddajo skupne državne mreže JRT (Jugoslovanske radiotelevizije), ki jo je pripravljala tedanja Televizija Beograd. V sklopu te oddaje so bile novice o Sloveniji okrnjene, hkrati pa je postala vidna tudi potreba po tovrstni oddaji v slovenskem jeziku. Ob političnem pritisku tedanjega predsednika izvršnega sveta RS Staneta Kavčiča je prva oddaja stekla nekoliko prej, kot je bilo sicer načrtovano. Od leta 1978 dalje je bil Dnevnik predvajan v barvni tehniki. Prvo konkurenco je oddaja dobila leta 1995 s poročili na komercialni televizijski postaji Pop TV (24 ur).
Danes je TV Dnevnik ena izmed enajstih dnevnoinformativnih oddaj Informativnega programa Televizije Slovenija. Delovno ekipo sestavljajo voditelji, uredniki, notranjepolitični in gospodarski novinarji, dopisniki na tujem, zunanjepolitični novinarji, dopisniki po Sloveniji, novinarji športnega in kulturnega uredništva ter meteorologi Agencije Republike Slovenije za okolje.